# Martin Skutella (Mathematiker)
Martin Skutella (* 1969 in Freiburg im Breisgau) ist ein deutscher Mathematiker. Er ist Einstein-Professor für Mathematik und Informatik an der Technischen Universität Berlin.

## Leben
Nach dem Abitur 1989 am Hebel-Gymnasium in Lörrach studierte Skutella zwischen 1990 und 1995 Mathematik und Physik an der RWTH Aachen und war Stipendiat der Studienstiftung des Deutschen Volkes. Nach Abschluss seines Studiums mit einer Diplomarbeit über ein Thema der modularen Darstellungstheorie endlicher Gruppen vom Lie-Typ wechselte er an die TU Berlin, wo er 1998 bei Rolf Möhring mit der Arbeit Approximation and Randomization in Scheduling promoviert wurde. Für seine Dissertation erhielt er den Dissertationspreis der Gesellschaft für Operations Research und wurde mit der ehrenvollen Anerkennung im Rahmen der Verleihung des Richard-Rado-Preises für Diskrete Mathematik ausgezeichnet. Nach Aufenthalten am Center for Operations Research and Econometrics in Louvain-la-Neuve (Belgien), an der Universität Bonn, der TU Berlin, am Massachusetts Institute of Technology in Cambridge (USA) und am Max-Planck-Institut für Informatik in Saarbrücken wurde er 2004 auf den Lehrstuhl für Diskrete Optimierung an der Universität Dortmund berufen. Seit 2007 ist er MATHEON-Professor für Kombinatorische Optimierung und Graphenalgorithmen an der TU Berlin. Im Jahr 2013/14 war er Gastprofessor an der University of British Columbia, wo er mit dem International Visiting Research Scholar Award des Peter Wall Institute for Advanced Studies ausgezeichnet wurde. 
Von 2009 bis 2012 war Skutella verantwortlicher Herausgeber der „Mitteilungen der Deutschen Mathematiker-Vereinigung“ und Mitglied des Vorstands der Deutschen Mathematiker-Vereinigung. Von 2011 bis 2015 war er Sprecher des interdisziplinären DFG-Graduiertenkollegs Methoden für Diskrete Strukturen. Seit 2016 ist er Sprecher des Forschungszentrums MATHEON und seit 2019 Gründungssprecher des Exzellenzclusters MATH+.